# Стаккини, Джино
Джино Стаккини (итал. Gino Stacchini; родился 18 февраля 1938 года, Сан-Мауро-Пасколи, Италия) — итальянский футболист, выступавший на позиции полузащитника.

## Карьера
Джино стал игроком первой команды «Ювентуса» в 1955 году. Дебютировал в составе клуба 1 апреля 1956 года в матче с «Аталантой», закончившийся со счётом (1:1). 
Первый сезон получился смешанным, поскольку тренер предпочитал Джорджо Стиванелло, который вскоре стал основным игроком на позиции Стаккини. Даже в следующем сезоне ситуация не улучшилась; сыграл лишь трижды, и руководство планировало продать его. Следующий сезон 1957/1958 года новый тренер, югослав Любиша Брочич, вселил в него уверенность, часто ставя его в стартовом составе. Между тем клуб подписал ключевых игроков следующих лет — Сивори и Чарльз прибыли в «Ювентус».
В свою очередь окончательное освящение Стаккини состоится 17 ноября 1957 года в Болонье. Вингер сыграл знаменательный матч, забил красивый гол и отдал две передачи. В составе «Ювентуса» выиграл четыре чемпионских титула в 1958, 1960, 1961 и 1967 годах, а также три кубка Италии в 1959, 1960 и 1965 годах.